# Limnichus punctipennis
Limnichus punctipennis är en skalbaggsart som beskrevs av Ernst Gustav Kraatz 1858. Limnichus punctipennis ingår i släktet Limnichus och familjen lerstrandbaggar. Inga underarter finns listade i Catalogue of Life.